# Nectar d'abricot

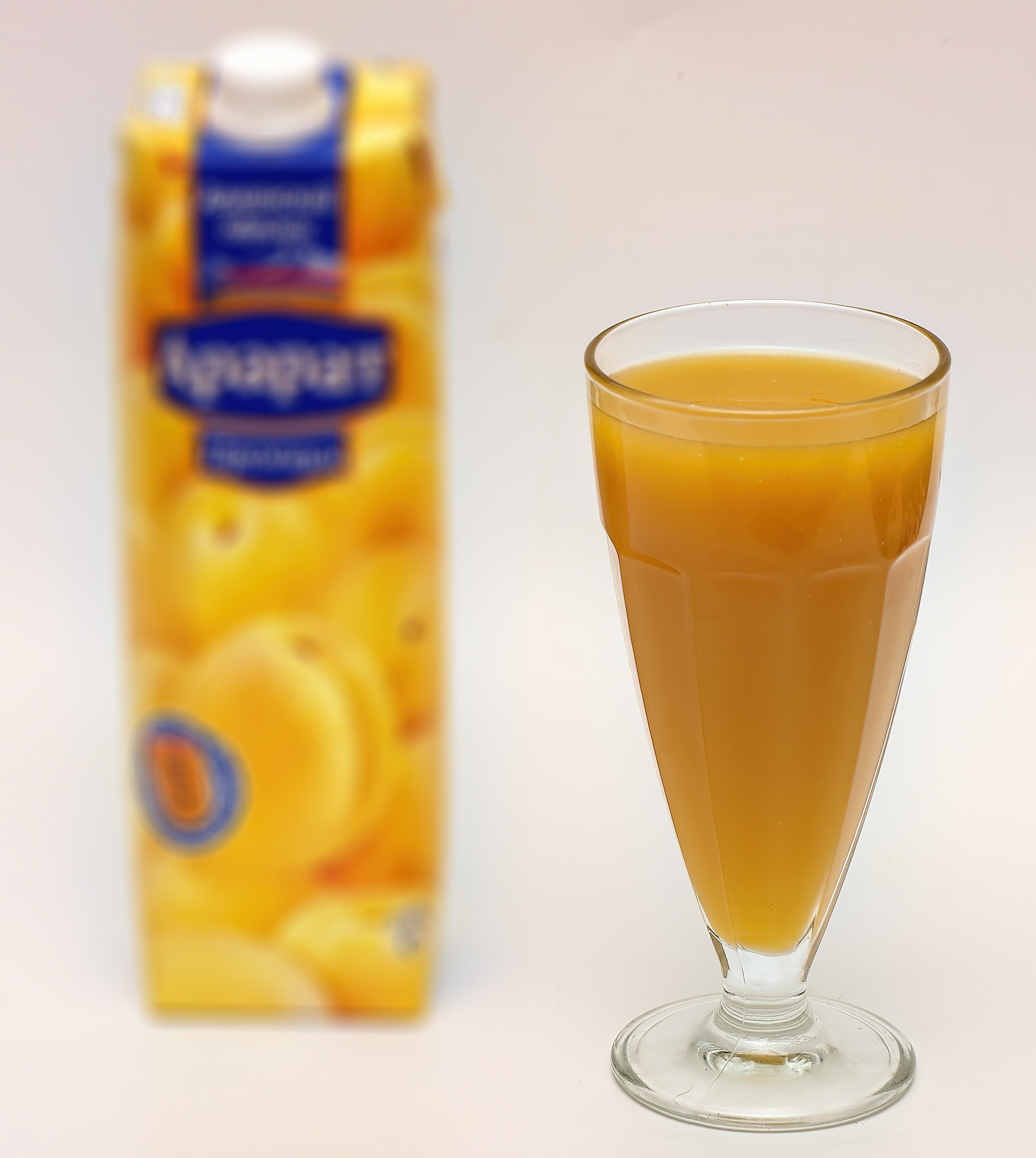

Le nectar d'abricot, appelé souvent à tort jus d'abricot, est une boisson sucrée préparée à partir de purée d’abricot (environ 40 %), d’eau, et de sucre.